# Finale de la Coupe des clubs champions européens 1983-1984
La finale de la Coupe des clubs champions européens 1983-1984 est remportée par le club anglais du Liverpool FC aux dépens de l'AS Rome. Le club de la capitale italienne est la première formation à perdre une finale dans son stade. C'est aussi la première finale de Coupe des champions qui livre son verdict par la voie des tirs au but depuis leurs instauration en 1970,.
La séance de tirs au but est marquée par le coup de bluff du gardien Bruce Grobbelaar qui tire la langue et simule l'épuisement, juste avant que Graziani se présente et rate son tir au but, ce qui donne le titre à l'équipe de Liverpool.

## Parcours des finalistes
Note : dans les résultats ci-dessous, le score du finaliste est toujours donné en premier (D : domicile ; E : extérieur).
| Liverpool FC     | Liverpool FC | Liverpool FC | Liverpool FC |                     | AS Rome       | AS Rome | AS Rome   | AS Rome   | AS Rome |
| ---------------- | ------------ | ------------ | ------------ | ------------------- | ------------- | ------- | --------- | --------- | ------- |
| Adversaire       | Total        | Aller        | Retour       | Tour                | Adversaire    | Total   | Aller     | Retour    |         |
| OB Odense        | 6 - 0        | 1 - 0 (E)    | 5 - 0 (D)    | Seizièmes de finale | IFK Göteborg  | 4 - 2   | 3 - 0 (D) | 1 - 2 (E) |         |
| Athletic Bilbao  | 1 - 0        | 0 - 0 (D)    | 1 - 0 (E)    | Huitièmes de finale | CSKA Sofia    | 2 - 0   | 1 - 0 (E) | 1 - 0 (D) |         |
| Benfica Lisbonne | 5 - 1        | 1 - 0 (D)    | 4 - 1 (E)    | Quarts de finale    | BFC Dynamo    | 4 - 2   | 3 - 0 (D) | 1 - 2 (E) |         |
| Dinamo Bucarest  | 3 - 1        | 1 - 0 (D)    | 2 - 1 (E)    | Demi-finales        | Dundee United | 3 - 2   | 0 - 2 (E) | 3 - 0 (D) |         |

## Feuille de match
| 30 mai 1984                             | Liverpool FC      | 1 – 1 ap                                    | AS Rome    | Stadio Olimpico, Rome                             |                                                   |
|                                         | Neal 14e          | (1 - 1, 1 - 1)                              | 43e Pruzzo | Spectateurs : 69 693 Arbitrage : Erik Fredriksson | Spectateurs : 69 693 Arbitrage : Erik Fredriksson |
|                                         | Rapport           |                                             |            | Spectateurs : 69 693 Arbitrage : Erik Fredriksson | Spectateurs : 69 693 Arbitrage : Erik Fredriksson |
| Nicol · Neal · Souness · Rush · Kennedy | Tirs au but 4 – 2 | Di Bartolomei · Conti · Righetti · Graziani |            | Spectateurs : 69 693 Arbitrage : Erik Fredriksson | Spectateurs : 69 693 Arbitrage : Erik Fredriksson |

| Liverpool | Roma |

| G             | 1  | Bruce Grobbelaar |     |     |
| D             | 2  | Phil Neal        | 32e |     |
| D             | 3  | Alan Kennedy     |     |     |
| D             | 4  | Mark Lawrenson   |     |     |
| M             | 5  | Ronnie Whelan    |     |     |
| D             | 6  | Alan Hansen      |     |     |
| M             | 7  | Kenny Dalglish   |     | 94e |
| M             | 8  | Sammy Lee        |     |     |
| ATT           | 9  | Ian Rush         |     |     |
| M             | 10 | Craig Johnston   |     | 72e |
| ATT           | 11 | Graeme Souness   |     |     |
| Remplaçants : |    |                  |     |     |
| FW            | 12 | Michael Robinson |     | 94e |
| GK            | 13 | Bob Bolder       |     |     |
| DF            | 14 | Steve Nicol      |     | 72e |
| FW            | 15 | David Hodgson    |     |     |
| DF            | 16 | Gary Gillespie   |     |     |
| Entraineurs : |    |                  |     |     |
| Joe Fagan     |    |                  |     |     |

| G             | 1  | Franco Tancredi        |     |      |
| D             | 2  | Michele Nappi          |     |      |
| D             | 3  | Sebastiano Nela        |     |      |
| D             | 4  | Ubaldo Righetti        |     |      |
| M             | 5  | Paulo Roberto Falcão   |     |      |
| D             | 6  | Dario Bonetti          |     |      |
| M             | 7  | Bruno Conti            | 15e |      |
| M             | 8  | Toninho Cerezo         |     | 115e |
| ATT           | 9  | Roberto Pruzzo         |     | 64e  |
| M             | 10 | Agostino Di Bartolomei |     |      |
| ATT           | 11 | Francesco Graziani     |     |      |
| Remplaçants : |    |                        |     |      |
| GK            | 12 | Astutillo Malgioglio   |     |      |
| DF            | 13 | Emidio Oddi            |     |      |
| MF            | 14 | Mark Tullio Strukelj   |     | 115e |
| FW            | 15 | Odoacre Chierico       |     | 64e  |
| FW            | 16 | Francesco Vincenzi     |     |      |
| Entraineur :  |    |                        |     |      |
| Nils Liedholm |    |                        |     |      |